# Idiosoma rhaphiduca
Espèce
Synonymes
- Aganippe rhaphiduca Rainbow & Pulleine, 1918

Idiosoma rhaphiduca est une espèce d'araignées mygalomorphes de la famille des Idiopidae.

## Distribution
Cette espèce est endémique d'Australie-Occidentale. Elle se rencontre dans la région de Perth.

## Description
La carapace du mâle mesure 7,2 mm de long sur 6,3 mm et l'abdomen 7,2 mm de long sur 4,5 mm et la carapace de la femelle mesure 9,5 mm de long sur 6,3 mm et l'abdomen 10,3 mm de long sur 6,3 mm.

## Publication originale
- Rainbow & Pulleine, 1918 : Australian trap-door spiders. Records of the Australian Museum, vol. 12, p. 81-169 (texte intégral).